# بی‌دینی در ایران
بی‌دینی در درازای تاریخ ایران در حاشیه بوده‌است؛ در دوره نظام جمهوری اسلامی ایران به دلیل استفاده از دین برای سرکوب معترضان و دلایلی دیگر، دین‌ناباوری از جمله، اسلام‌گریزی در میان جوانان ایرانی افزایش یافته‌است.

## جمعیت‌شناسی

### ایرانیان داخل کشور
طبق نتایج سرشماری که در سال ۲۰۱۱ توسط معاونت برنامه‌ریزی‌های راهبردی و نظارت مرکز آمار ایران منتشر شد، ۲۶۵٬۸۹۹ از پاسخ دهندگان به پرسش راجع به دینشان پاسخی ندادند.
طبق لایحهٔ قانون مجازات شورای نگهبان، مجازات مرتد فطری قتل است. و بنابراین در ایران اعلام بی‌دین بودن خلاف قانون است.
بر طبق پژوهش‌های مؤسسهٔ گالوپ، ۸ درصد جمعیت ایران بی‌دین هستند. بر پایه نظرسنجی مرکز تحقیقات پیو در سال ۲۰۱۲ درصد خداناباوران در ایران ۰٫۱ درصد بوده‌است. نتایج یک نظرسنجی که از سوی مؤسسه گمان دربارهٔ «نگرش ایرانیان به دین» در مرداد ۹۹ نشان می‌دهد حدود نیمی از جامعه ایران از دین‌داری به بی‌دینی رسیده‌اند و فقط ۳۲ درصد جامعه خود را مسلمان شیعه می‌دانند.

### ایرانیان خارج از کشور

#### ایرانیان آمریکا
بر طبق تحقیقات رابرت پاتنم استاد دانشگاه هاروارد آمریکا، میانگین بی‌دینی میان ایرانیان آمریکا کمی بیشتر از آمریکایی‌ها است.
بیشتر ایرانیان آمریکا خود را بی‌دین معرفی می‌کنند. یک پنجم آنان نیز ادیانی غیر از اسلام (زرتشتی، مسیحیت، یهودیت، بهایی و…) دارند. شمار ایرانیان مسلمان ساکن آمریکا از ۴۲٪ در سال ۲۰۰۸ به ۳۱٪ در سال ۲۰۱۲ رسیده‌است.

#### ایرانیان اروپا
شورای مرکزی مسلمانان سابق اروپا توسط یک ایرانی به نام احسان جامی ایجاد شد. هدف این شورا کمک به افراد برگشته از اسلام و بیان نقض حقوق زنان در دین است.

## سازمان‌ها
سازمان ایرانیان بی خدا در سال ۲۰۱۳ در لندن تشکیل شد. این سازمان وظیفهٔ خود را به چالش کشیدن نگرش جمهوری اسلامی در بارهٔ ارتداد، خداناباوری و حقوق بشر می‌داند. شمار چشمگیری از ایرانیان خارج از کشور خداناباور، ندانم گرا یا بی‌دین هستند.

## نظرسنجی

### نظرسنجی گمان
دین در ایران (مؤسسه گمان ۲۰۲۰)
در مرداد ۹۹، گمان (گروه مطالعات افکارسنجی ایرانیان)، گزارشی را منتشر کرد و که به‌گفته این گروه، از تاریخ ۱۷ خرداد ۹۹ تا ۱ تیر ۱۳۹۹ به‌مدت ۱۵ روز انجام گرفت. در این نظرسنجی، بیش از ۵۰ هزار پاسخ‌دهنده شرکت کردند و حدود ۹۰٪ پاسخ‌دهندگان ساکن ایران بوده‌اند. نیویورک‌مگ دربارهٔ این نظرسنجی می‌نویسد برخی محافل رسانه‌ای و آکادمیک این نظرسنجی و روش آن را فاقد دقت و اعتبار لازم دانسته‌اند.
بر اساس این گزارش:
- ۷۸ درصد از پاسخگویان به خدا باور دارند. همچنین ۳۷٪ به مفهوم زندگی بعد از مرگ، ۳۰٪ به بهشت و جهنم، ۲۶٪ به جن و ۲۶٪ به ظهور منجی بشریت معتقد هستند. حدود ۲۰٪ از جامعه نیز به هیچ‌یک از این موارد اعتقاد ندارند.
- نتایج این نظرسنجی نشان می‌دهد درحالی‌که ۳۲٪ از این پاسخگویان خود را «مسلمان شیعه» می‌دانند، ۹٪ خود را خداناباور (آتئیست)، ۸٪ معنویت‌گرا، ۷٫۵٪ زرتشتی، ۷٪ ندانم‌گرا و ۴٫۵٪ خود را مسلمان سنی معرفی می‌کنند. همچنین گرایش به عرفان‌گرایی (تصوف)، انسانیت‌گرایی، مسیحیت و بهائیت در کنار گرایش‌های دیگر در جامعه ایران حضور دارند. حدود ۲۲٪ جامعه نیز خود را نزدیک به هیچ‌یک از این گرایش‌ها نمی‌دانند.
- حدود نیمی از پاسخگویان اظهار داشته‌اند که از دین‌داری به بی‌دینی رسیده‌اند. از سوی دیگر باورهای ۴۱٪ از افراد دربارهٔ دین یا بی‌دینی در دوران زندگی‌شان تغییر زیادی نداشته‌است. همچنین حدود ۶٪ از آنها از یک گرایش دینی به گرایش دینی دیگر تمایل پیدا کرده‌اند.
- برطبق نتایج نظرسنجی، حدود ۶۰٪ از پاسخگویان اعلام کرده‌اند که نماز نمی‌خوانند. در مقابل حدود ۴۰٪ از آنها اظهار داشته‌اند که به تناوب مختلف نماز می‌خوانند و از این میزان، بیش از ۲۷٪ جامعه اعلام کرده‌اند که پنج بار در روز نماز می‌خوانند.
- نتایج نظرسنجی نشان می‌دهد که حدود ۶۱٪ افراد پاسخگو در خانواده‌های «خداباور و مذهبی» و ۳۲٪ جامعه در خانواده‌های «خداباور اما غیرمذهبی» بزرگ شده‌اند. کمتر از ۳٪ جامعه در خانواده‌های «خداناباور» یا «ضدمذهبی» رشد کرده‌اند.
- بر اساس این نظرسنجی، نزدیک به ۵۰ درصد از پاسخگویان در نظام جمهوری اسلامی ایران، دین‌ناباور (اعم از: خداناباور، انسانیت‌گرا، ندانم‌گرا، معنویت‌گرا و عرفان‌گرای دین‌ناباور…) هستند.[۲۰]

### دیگر نظرسنجی‌ها
دین در ایران (سال ۲۰۱۱)
بر پایه نظرسنجی مرکز تحقیقات پیو در سال ۲۰۱۲ درصد خداناباوران در ایران ۰٫۱ درصد بوده‌است. بر پایهٔ سرشماری سال ۱۳۹۰، وضعیت دین در ایران، این‌گونه بود: ۹۹٫۹۸٪ مسلمان و ۰٫۰۲٪ به دیگر اقلیت‌های به رسمیت شناخته باور دارند؛ همانند مسیحیت، یهودیت و زرتشت. بر پایهٔ نظرسنجی انجام‌شده توسط مؤسسه جهانی پیمایش ارزش‌ها (WVS) انجام شده ۹۶٫۵٪ درصد از ایرانیان خود را مسلمان می‌دانند. بر پایهٔ اطلاعات نامه جهان-که توسط CIA منتشر شده-۹۰ الی ۹۵ درصد از ایرانیان مسلمان، خود را به عنوان شیعه، که مذهب اصلی در ایران است، می‌شناسند و حدود ۵ الی ۱۰ درصد از آن‌ها خود را سنی یا صوفی می‌دانند.

## نقض حقوق بی‌دین‌ها و نوکیشان

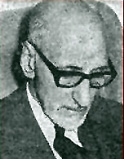
علی دشتی به دلیل انتشار کتاب ۲۳ سال، شکنجه و به اعدام، محکوم شد.

### اعدام نوکیشان
در اسلام کسانی که از دین اسلام، روی‌گردان شوند، حکمشان اعدام است.

### شرکت در مراسم دینی به عنوان کیفر
در دوران جمهوری اسلامی، سابقهٔ محکومیت افراد به شرکت در مراسم دینی وجود داشته‌است. در آذر ۱۳۹۹، یک شاعر ایرانی به نام ابوالحسن کمالی، با شکایت سازمان اطلاعات سپاه پاسداران و با حکم دادگاه انقلاب یاسوج، به هفت ماه زندان در خانه با پابند الکترونیکی و شرکت در مراسم‌های مذهبی (با تأیید روحانی مسجد) محکوم شد. اتهامات وی، «توهین به مقدسات و نشر اکاذیب» بوده‌است.

### ممنوع بودن از تحصیلات دانشگاهی
انسانهای دین‌ناباور، مانند پیروان دین‌های غیر کتابی، از جهت قانونی، حق تحصیل در دانشگاه را ندارند.

## رشد بی‌خدایی و بی‌دینی
به گفته دویچه وله با اینکه شماری از سران نظام جمهوری اسلامی ایران، حوزوی هستند؛ پدیدهٔ خداناباوری و ندانم‌گرایی، مانند گرایش به موسیقی و همانندهای آن، در میان حوزویان به ویژه جوان، هر چند به گونهٔ پنهانی، در حال گسترش است.
به گفتۀ ابراهیم فیاض جامعه‌شناس اصولگرا، ارتداد از اسلام در میان طلبه‌ها فراوان شده‌است. و به گفته او رنسانس ایران از قم و از میان طلبه‌های مرتد آغاز خواهد شد؛ مانند همان رخدادی که در غرب برای کشیشان روی داد و منجر به رنسانس شد.